# Osmã III
Osmã II, Osmão I (em turco otomano: عثمان ثالث; romaniz.: ‘Osmān-i sālis), Otomão III (em árabe: عُثمَان; romaniz.: `Uthman) ou Otomano III (em latim: Ottomanus III; 2/3 de janeiro de 1699 - 30 de outubro de 1757) foi sultão do Império Otomano de 1754 até 1757.